# Исидзака, Даньюло
Даньюло Исидзака (нем. Danjulo Ishizaka; род. 1979, Бонн) — немецкий виолончелист. Сын немки и японца.
Учился у Ханса Кристиана Швайкера, затем в Индианском университете и наконец в Берлинской Высшей школе музыки имени Эйслера у Бориса Пергаменщикова (1998—2004) и Табеи Циммерман (2004—2006). Победитель международных конкурсов имени Гаспара Кассадо (1998), имени Лютославского (1999), имени Эммануэля Фойермана (2002); в 2002 г. получил также четвёртую премию Международного конкурса имени П. И. Чайковского.
Начиная с 2003 г. выступал вместе с ведущими оркестрами Европы под управлением, в частности, Кшиштофа Пендерецкого, Мстислава Ростроповича, Валерия Гергиева.
В 2006 г. записал дебютный диск с сонатами Феликса Мендельсона, Сезара Франка и Бенджамина Бриттена, удостоенный премии «Echo Klassik».